# 韋韋鎮區 (密西根州)
韋韋鎮區（英語：Vevay Township）是位於美國密西根州英厄姆縣的一個行政鎮區。

## 地方資料
韋韋鎮區的面積為81.95平方千米，當中陸地面積為81.74平方千米，而水域面積為0.21平方千米。根據2020年美國人口普查的數據，當地共有人口3606人，而人口密度為每平方千米44人。